# دانشنامه تاریخ جهان
دانشنامه تاریخ جهان (به انگلیسی: World History Encyclopedia) یک شرکت آموزشی غیرانتفاعی است که در سال ۲۰۰۹ توسط یان ون در کرابن ایجاد شد. این سازمان مقالات، تصاویر، ویدئوها، پادکست‌ها و ابزارهای آموزشی تعاملی مرتبط با تاریخ را منتشر و نگهداری می‌کند. همه کاربران می‌توانند محتوا را در سایت مشارکت دهند، اگرچه مطالب ارسالی قبل از انتشار توسط یک تیم تحریریه بررسی می‌شود. در سال ۲۰۲۱، این سازمان به عنوان فعلی تغییر نام داد تا دامنه گستردگی آن را بازتاب دهد و تاریخ جهان را از تمام دوره‌های زمانی پوشش دهد. مقاله‌های اصلی به زبان انگلیسی نوشته می‌شوند و بعداً به زبان‌های دیگر، عمدتاً فرانسوی و اسپانیایی ترجمه می‌شوند.

## تاریخچه سازمان
در ابتدا یان ون در کرابن «دانشنامه تاریخ باستان» را در سال ۲۰۰۹ با هدف بهبود آموزش تاریخ در سرتاسر جهان، با ایجاد یک منبع تاریخی با دسترسی آزاد و قابل اعتماد تأسیس کرد. این سازمان غیرانتفاعی در گودالمینگ، بریتانیا و مونترآل، کانادا مستقر است؛ اگرچه دفتری ندارد و تیم آن در سطح جهانی توزیع شده‌است.
این سایت در زمان تأسیس تنها در زمینه تاریخ باستان فعالیت داشت. اما بعداً به دوره‌های قرون وسطی و اوایل مدرن نیز گسترش یافت. در سال ۲۰۲۱، این سازمان برای انعکاس این تغییر، نام خود را به دانشنامه تاریخ جهان تغییر داد.

## بازخورد
وب سایت دانشنامه توسط سازمان‌های آموزشی بسیاری مورد تحسین قرار گرفته است و توسط مجله کتابخانه مدرسه، گروه تحقیقاتی اینترنت پیشاهنگی در دانشگاه ویسکانسین-مدیسن، سازمان MERLOT و طرح آموزش آزاد اروپا از کمیسیون اروپا توصیه شده است. این دانشنامه در سال ۲۰۱۶، برنده جایزه وب .eu برای آموزش از سازمان EURid شد.